# Loreta bifasciata
Loreta bifasciata är en insektsart som beskrevs av Rauno E. Linnavuori och Delong 1979. Loreta bifasciata ingår i släktet Loreta och familjen dvärgstritar. Inga underarter finns listade i Catalogue of Life.